# Iris Stuart
Iris Stuart (Nueva York, 2 de febrero de 1903-Nueva York, 21 de diciembre de 1936) fue una actriz cinematográfica estadounidense de la época del cine mudo. 
Su verdadero nombre era Frances McCann. Antes de dedicarse al cine estudió secretariado, y además fue modelo de portada de una revista. Su fotografía fue usada en publicidad de joyería.
Stuart firmó para el productor de Paramount Pictures B.P. Schulberg un contrato a largo plazo con Famous Players en julio de 1926.  Fue elegida para trabajar en una película de Bebe Daniels llamada Stranded In Paris (1926). Interpretaba el papel de Theresa Halstead, y el guion era una adaptación de una obra llamada Jenny's Escapade.
En enero de 1927 fue seleccionada con otras doce jóvenes actrices como una de las WAMPAS Baby Stars de 1927. Algunas de las otras elegidas eran Sally Phipps, Natalie Kingston, Sally Rand, Frances Lee, y Helene Costello. 
Stuart enfermó posteriormente, y su salud empeoró con rapidez, por lo cual los médicos aconsejaron que ingresara en un sanatorio del sur de California en febrero de 1927. Su recuperación se complicó con una neumonía. A pesar de su salud delicada, y contra los deseos de su familia, volvió al cine en diciembre de 1927, firmando un nuevo contrato con Paramount-Famous-Lasky Corporation en enero de 1928.  
Al mes siguiente se casó en secreto en Las Vegas, Nevada, con el editor de Nueva York Bert A. Mackinnon. Iris Stuart falleció en Nueva York en 1936.